# Pocisk odłamkowy
Pocisk odłamkowy – pocisk artyleryjski lub rakietowy, przeznaczony do zwalczania celów energią kinetyczną odłamków, powstałych podczas wybuchu pocisku.

## Charakterystyka
Pocisk odłamkowy służy do zwalczania siły żywej i sprzętu przeciwnika znajdujący się na odkrytym terenie, a także celów powietrznych.  Posiada korpus o grubych ściankach i zawiera stosunkowo niewielką ilość materiału wybuchowego (niski współczynnik napełnienia materiałem wybuchowym). Skorupy współczesnych pocisków artyleryjskich są przystosowane do fragmentacji wymuszonej lub zawierają odłamki prefabrykowane (pocisk kulkowy). W wyniku wybuchu skorupa jest rozrywana i powstają odłamki o prędkości początkowej rzędu 1000 m/s. Eksplozje powodują zapalniki uderzeniowe, podwójnego działania, zbliżeniowe lub czasowe.
Głównym parametrem charakteryzującym pocisk odłamkowy jest promień skutecznego rażenia, zależny od energii kinetycznej odłamków i ich gęstości na jednostkę powierzchni celu. Największą skuteczność pociski odłamkowe osiągają przy wybuchach na wysokości kilkunastu metrów nad ziemią.